# Stock-Flow Consistent Model
Stock-Flow Consistent Models (SFC), auch accounting models, auf Deutsch etwa bestands- und flussgrößenkonsistente Modellierung, dient als Sammelbegriff für verschiedene dynamische volkswirtschaftliche Modelle, welche die Dynamik der Bestands- und Flussgrößen in den Bilanzen der Wirtschaftssektoren einer Volkswirtschaft beschreiben. Sie werden dem accounting oder balance sheet approach (Bilanzierungs- bzw. Bilanz-Ansatz) zugerechnet.

## Geschichte

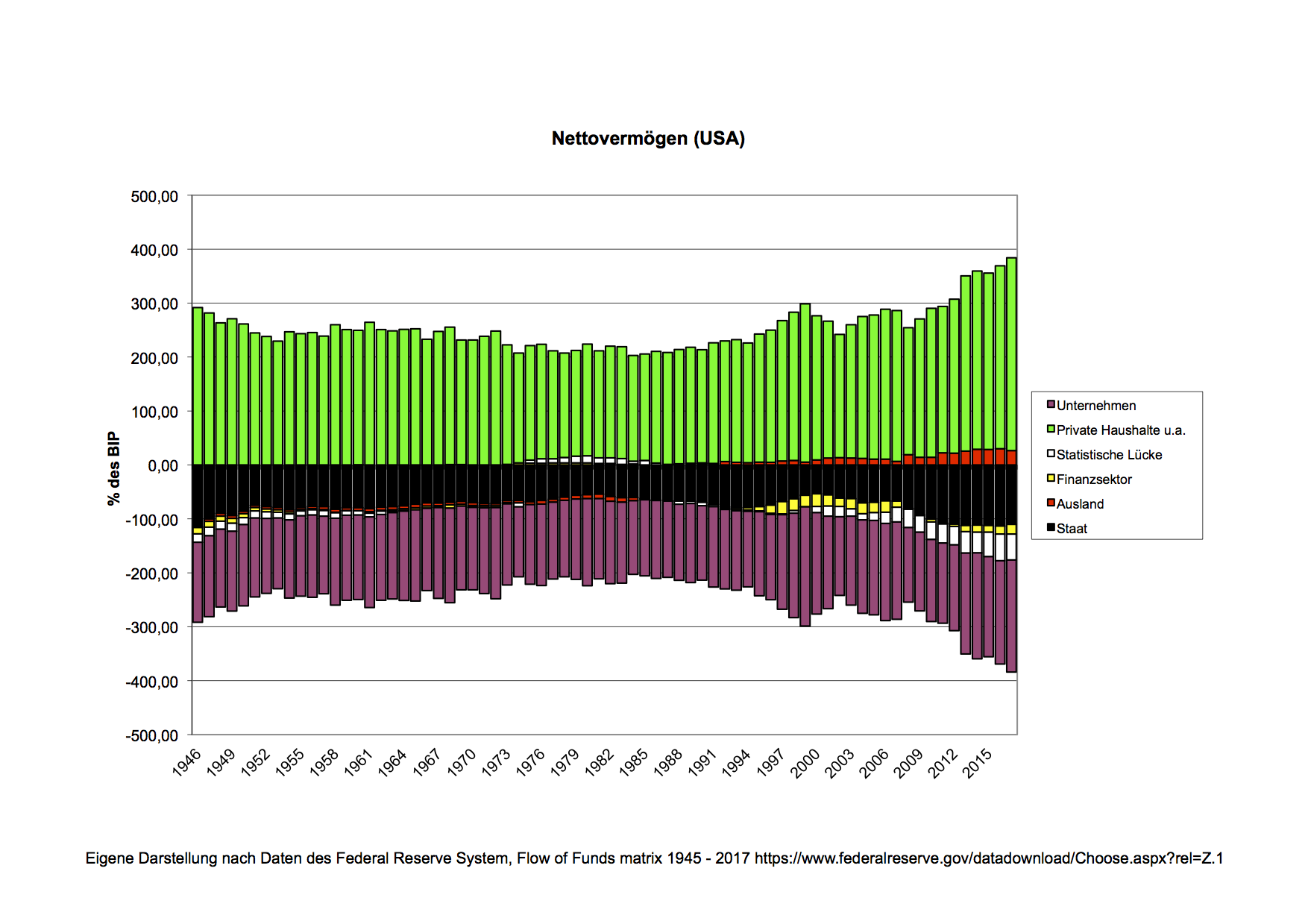
Nettovermögen der Sektoren in den USA 1945–2017 aus den Daten der flow of funds. Man erkennt, dass jedem Geldvermögen eine Verbindlichkeit gegenübersteht.

Die Ausgangsideen für den Bilanzierungsansatz gehen auf Knut Wicksell (1898), John Maynard Keynes (1936) und Michał Kalecki (1899–1970) zurück. Der theoretische Rahmen basiert auf den Arbeiten von Morris Copeland aus dem Jahr 1949. Er entwickelte Tabellen für die US-amerikanische Ökonomie, welche die Geldflüsse von Einkommen, Sparguthaben, Darlehen und Investitionen zusammen mit den Veränderungen der Bestände von Schulden, Guthaben und Finanzanlagen abbildeten. Bis heute werden diese flows of funds vom Federal Reserve System veröffentlicht. Die Social Accounting Matrix (SAM) enthält als Tabelle die ökonomischen Transaktionen zwischen den Wirtschaftssektoren und die volkswirtschaftliche Gesamtrechnung.

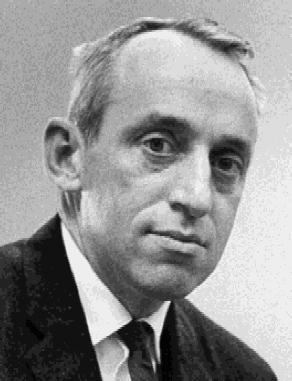
James Tobin (1918–2002)

James Tobin und seine Kollegen nutzten ab den 1960er Jahren Konzepte wie die Social Accounting Matrix, um zeitdiskrete Modelle zu bauen, die das Portfoliomanagement verschiedener Geldanlagen mit unterschiedlicher Verzinsung sowie realwirtschaftliche Variablen enthielten. Tobins Nobelpreis-Vortrag gilt als „Manifest“ für SFC-Modellierer. Auch Robert Clower begründete seine keynesianisch inspirierten Preis- und Konjunkturtheorien auf Stock-Flow-Betrachtungen.

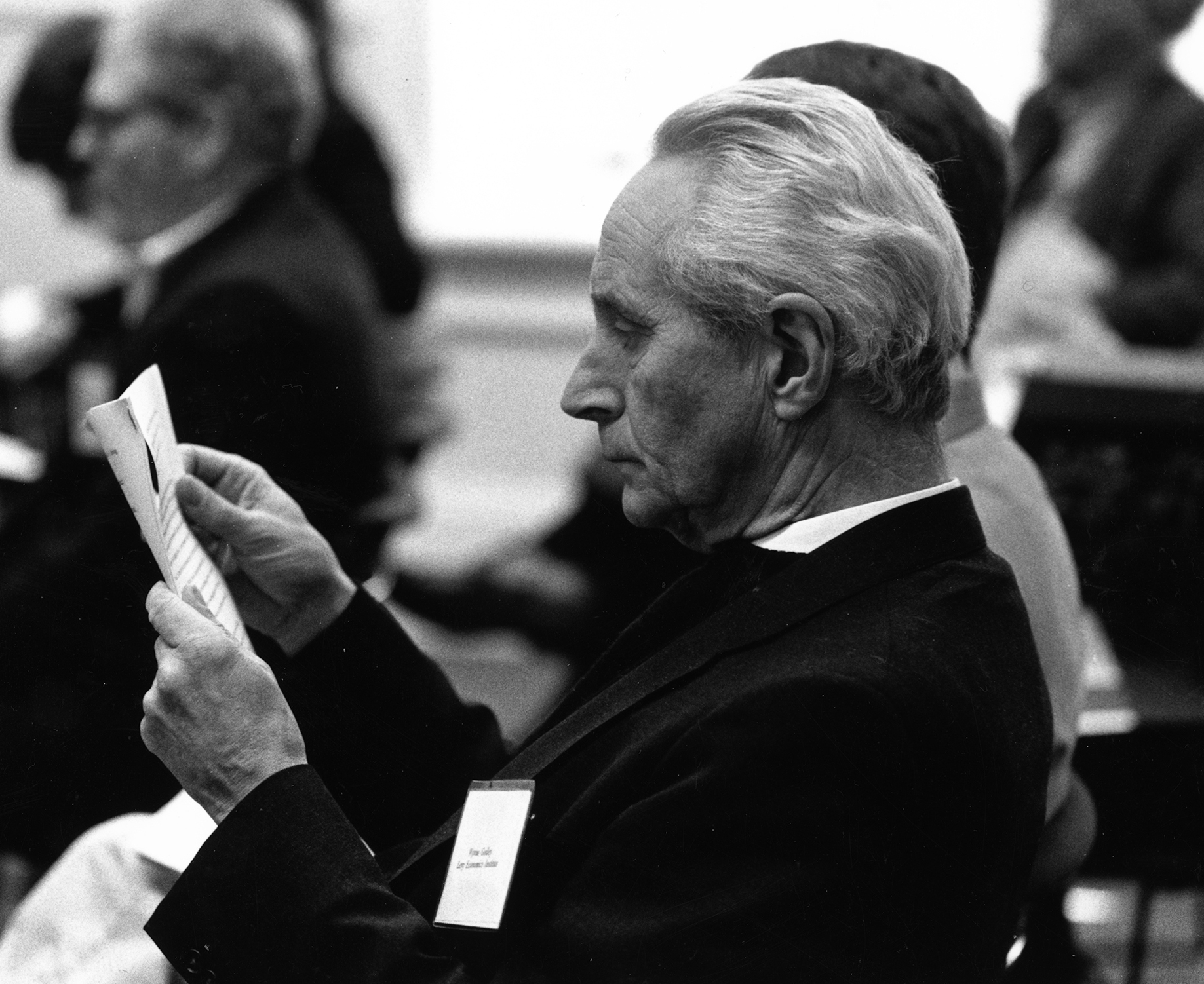
Wynne Godley (1926–2010), einer der Pioniere

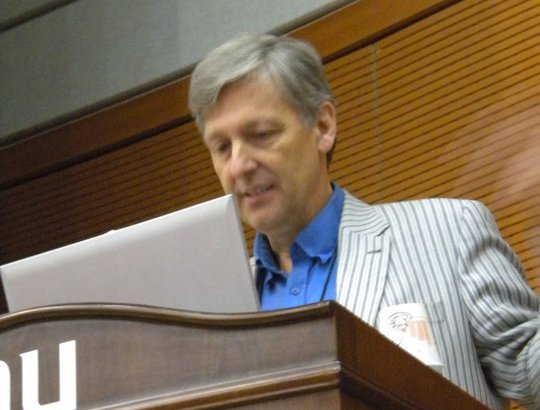
Marc Lavoie (* 1954), verfasste mit Godley ein Lehrbuch

Weiterentwickelt wurden SFC-Modelle von Autoren aus der postkeynesianischen Tradition. Hierbei können neben den Ansätzen von Tobin beispielsweise unterschiedliche Geldtheorien wie Loanable funds, Modern Monetary Theory oder endogene Geldschöpfung abgebildet werden. Einige dieser Theorien stehen im Gegensatz zur klassischen Dichotomie der Zweiteilung einer Volkswirtschaft in den realen und den monetären Sektor, die Neutralität des Geldes sowie die allgemeine Gleichgewichtstheorie und die darauf aufbauenden Modelle. Stattdessen wollen sie die Dynamik der Geldflüsse und der sektorale Finanzierungssalden modellieren. In Deutschland präsentierte Wolfgang Stützel 1958 einen ähnlichen Ansatz als „Saldenmechanik“. Aus einigen Modellen der monetary circuit theory wurden weitreichende Konsequenzen abgeleitet, wie die These eines monetären Wachstumszwangs, die allerdings durch eine inkonsistente Bilanzierung erklärt werden konnten. Durch die Berücksichtigung der Zwangsbedingungen der Bilanzierungsidentitäten sollen derartige „schwarze Löcher“ (englisch black holes) vermieden werden, in denen Geld verschwindet oder ohne Gegenbuchung aus dem Nichts entsteht.
Die Modelle erreichten Anfang des 21. Jahrhunderts und insbesondere nach Beginn der Weltfinanzkrise steigende Popularität, da einige Autoren mit Bilanzierungsmodellen die kritischen Entwicklungen vorhergesehen hatten.:41 Wynne Godley, einer der Pioniere des SFC-Ansatzes seit den 1970er Jahren,:681 hatte seit dem Jahr 2000 in Publikationen gewarnt, der US-amerikanische Hausmarkt würde sich abschwächen und eine Rezession hervorrufen.:677 In den DSGE-Modellen, welche die Makroökonomik dominieren, können wegen der Verhaltensannahmen wie rationaler Erwartungen und intertemporaler Optimierung keine Krisen entstehen. Sie behandeln Bestands- und Flussgrößen zwar auch in konsistenter Weise, modellieren aber meist nur einzelne Bestandsgrößen wie Sachkapital während monetäre Größen wie Kreditbeziehungen und Schulden vernachlässigt werden.:46 Daher wird versucht, Finanzkrisen mit Stock-Flow Consistent Models zu analysieren, die auf dem Bilanzierungsansatz beruhen.
Verwendet werden SFC-Modelle auch in der Ökologischen Makroökonomik, in der neben den Geldflüssen auch Ressourcen- oder Energieflüsse und -bestände oder ein Ökosystem mit nachwachsenden Rohstoffen abgebildet werden. Während die ökologischen Aspekte von den postkeynesianischen Autoren wie Lavoie nicht berücksichtigt wurden, sind SFC-Modelle mittlerweile innerhalb der ökologischen Makroökonomik verbreitet. Bezüge werden insbesondere zu den Flow-Fund-Modellen von Nicholas Georgescu-Roegen hergestellt. Es gibt darüber hinaus Ansätze, die Eigenschaften von SFC-Modellen in Agentenbasierte Modellierung (ABM) zu integrieren oder mit Input-Output-Analysen zu verbinden.

## Konzept
Die Grundlage eines SFC-Modells ist die Aufstellung von Bilanzen für verschiedene Wirtschaftssektoren wie Banken, Firmen, Privathaushalte und den Staat. Die verschiedenen Bestandsgrößen in den Bilanzen sind über Bilanzierungs-Identitäten verbunden, weil beispielsweise das Guthaben der Haushalte bei der Bank gleichzeitig immer eine Verbindlichkeit der Bank ist. Die Flussgrößen sind ebenfalls über Identitäten miteinander verbunden, weil die Einnahmen des einen stets die Ausgaben des anderen sind. Dies ergibt die Social Accounting Matrix oder Transaktionsmatrix. Nur wenn die Bestands- und Flussgrößen die Identitäten erfüllen, kann der monetäre Kreislauf in einer Volkswirtschaft konsistent beschrieben werden (stock-flow consistency).:18
Grundsätzlich gibt es drei wichtige Gleichungsarten ökonomischer Modelle, die auch in SFC-Modellen vorkommen. Definitionsgleichungen wie die Gleichungen der volkswirtschaftlichen Gesamtrechnung, bestimmte modellabhängige Identitätsgleichungen sowie Verhaltensgleichungen. In einem Stock-Flow-Consistent-Modell gibt es stets (1) Gleichungen, die einen Zusammenhang zwischen Bestands- und Flussgrößen herstellen, (2) Gleichungen, die Bezüge zwischen Flussgrößen untereinander herstellen, sowie (3) Verhaltensgleichungen. Als Verhaltensfunktionen werden beispielsweise Konsumfunktionen oder bestimmte Preisanpassungsprozesse verwendet. Hierbei wird nicht von rationalen Erwartungen ausgegangen, sondern stattdessen begrenzte Rationalität vorausgesetzt. Dank der Definitionen und Identitäten kann nicht für jede Variable eine Verhaltensgleichung angegeben werden, weil das System sonst überbestimmt wäre. Alternativ müssen zusätzliche Anpassungsvariablen eingeführt werden, um das System lösbar zu machen. Anders als bei vielen anderen ökonomischen Modellen wird üblicherweise kein allgemeines Gleichgewicht angenommen; die Modelle beschreiben stattdessen instationäre Anpassungsprozesse.
Die meisten SFC-Modelle sind in diskreter Zeit formuliert, können aber auch in kontinuierlicher Zeit als Differentialgleichungen bzw. differential-algebraische Gleichungen formuliert werden.

## Beispiel eines einfachen Modells

Beispiel für die Bilanzen der einzelnen Wirtschaftssektoren und die Flussgrößen eines einfachen SFC-Modells

Zeitentwicklung der Variablen zu einem stationären Zustand (Fixpunkt). In diesem entsprechen die Steuereinnahmen gerade dem als konstant angenommenen Staatskonsum und das verfügbare Einkommen des Haushalts gerade den Konsumausgaben – dadurch ändern sich die Bestandsgrößen nicht mehr. (Quellcode für python in der Bildbeschreibung)

Wynne Godley und Marc Lavoie beschreiben in ihrem Lehrbuch ein einfaches SFC-Modell. Es enthält drei Sektoren: Privathaushalte, Staat und Unternehmen. In der Bilanz (T-Konto) des Haushalts befindet sich als Bestandsgröße und Aktivum das Geldvermögen {\displaystyle H_{h}} ({\displaystyle H} für englisch High Powered Money, Zentralbankgeld). Auf der Passivseite steht das Eigenkapital, das die Bilanz ausgleicht. Die Unternehmen verfügen in diesem sehr einfachen Modell weder über Realkapital noch andere Vermögenswerte – der Sektor dient also als reiner Durchlaufposten für Flussgrößen: Die Einnahmen der Unternehmen aus Konsum der Haushalte {\displaystyle C} (englisch consumption) und Staatskonsum {\displaystyle G} (englisch government expenditures) entsprechen gerade dem Umsatz {\displaystyle Y}, der vollständig als Lohn {\displaystyle W} (englisch wages, inklusive Unternehmerlohn) ausgeschüttet wird. Von den Löhnen wird ein Anteil als Steuern {\displaystyle T} (englisch taxes) abgeführt. In der Bilanz des Staates findet sich die emittierte Geldmenge {\displaystyle H_{s}} als Schulden auf der Passivseite – das Eigenkapital ist negativ und daher auf die Aktivseite gerutscht, damit die Bilanz ausgeglichen ist.
Die ersten zwei Gleichungen stellen die Bezüge zwischen Bestands- und Flussgrößen her. Die Bestandsgröße des Haushalts {\displaystyle H_{h}} verändert sich durch zwei Flussgrößen, sie vergrößert sich durch verfügbares Einkommen {\displaystyle Y_{d}} (englisch disposable income) und verringert sich durch Konsumausgaben {\displaystyle C}. Die emittierte Geldmenge {\displaystyle H_{s}} verändert sich durch die Flussgrößen Steuereinnahmen {\displaystyle T} und Staatskonsum {\displaystyle G}. Dies sorgt für zwei Identitäten, wobei {\displaystyle t} die Zeit beschreibt, und {\displaystyle t-1} dementsprechend die Vorperiode, deren Differenz gerade der Summe der ein- und ausgehenden Flüsse sein muss:
{\displaystyle H_{h}(t)-H_{h}(t-1)=Y_{d}(t)-C(t),}
{\displaystyle H_{s}(t)-H_{s}(t-1)=G(t)-T(t).}
Da die Unternehmen definitionsgemäß keine Bestandsgrößen haben, müssen sich die Geldeingänge und die -ausgänge gerade ausgleichen, was eine dritte Identität ergibt, die nur Flussgrößen enthält:
{\displaystyle W(t)=G(t)+C(t).}
Die vierte Identität ist, dass das verfügbare Einkommen {\displaystyle Y_{d}} des Haushalts gerade den Löhnen {\displaystyle W} abzüglich der Steuern {\displaystyle T} entspricht:
{\displaystyle Y_{d}(t)=W(t)-T(t)}
Die Verhaltensgleichung des Staates im Modell ist, dass er einen festen Steuersatz {\displaystyle \theta } auf die Löhne erhebt:
{\displaystyle T(t)=\theta W(t)}
Die Verhaltensgleichung des Haushalts ist, dass er einen Anteil {\displaystyle \alpha _{1}} des verfügbaren Einkommens und einen anderen Anteil {\displaystyle \alpha _{2}} des Geldvermögens der Vorperiode {\displaystyle H_{h}(t-1)} ausgibt:
{\displaystyle C(t)=\alpha _{1}Y_{d}(t)+\alpha _{2}H_{h}(t-1).}
Damit es ökonomisch sinnvoll ist, soll in dem Modell das Geldvermögen des Haushalts {\displaystyle H_{h}} gerade der emittierten Geldmenge {\displaystyle H_{s}} entsprechen. Da (bzw. wenn) die Bestands- und Flussgrößen konsistent modelliert wurden, gilt: Solange dies als Anfangsbedingung erfüllt ist, ist diese Identität immer erfüllt. So lässt sich die Konsistenz von Modellierung und Programmierung prüfen. Die Gleichungen beschreiben die zeitliche Entwicklung des Modells vollständig, die nun numerisch simuliert werden kann (siehe Grafik rechts).

## Komplexere Modelle

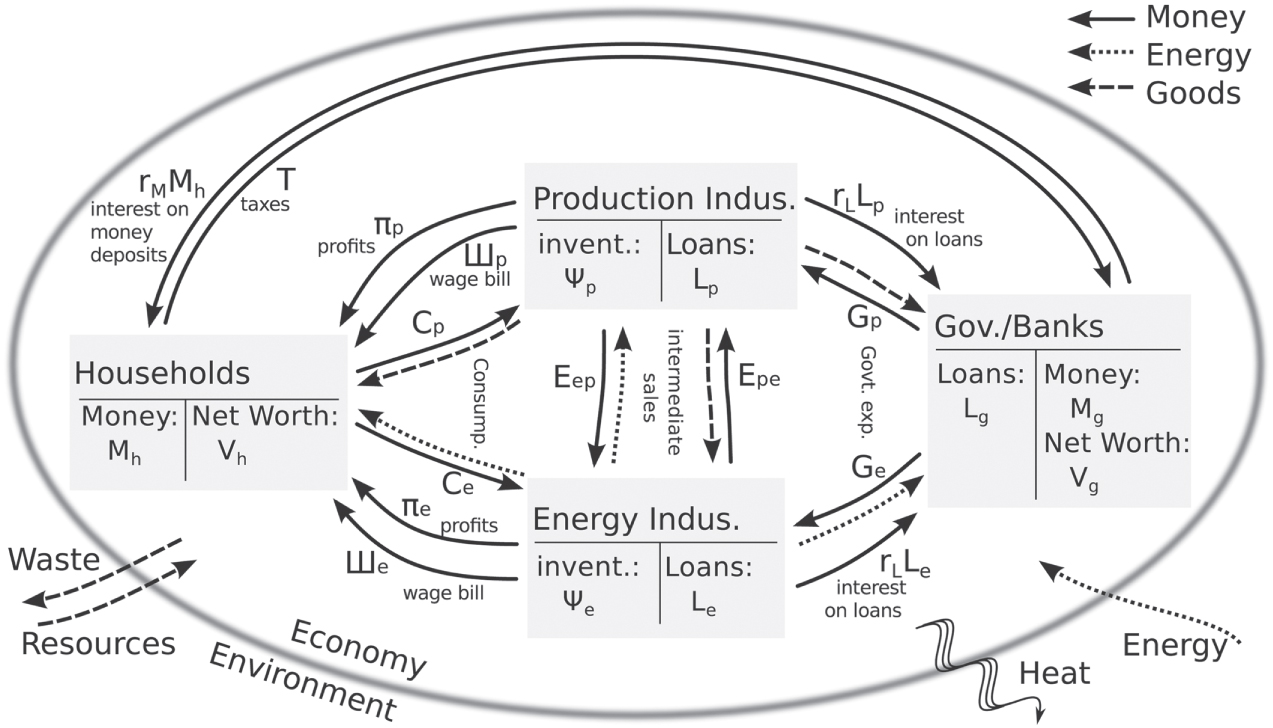
Bilanzen und Flüsse von Geld und Materialien in einem Stock-Flow Consistent Input-Output Model.

Das Beispiel-Modell enthält nur eine sehr geringe Anzahl an Variablen. In der Forschung verwendete Stock-Flow-Consistent-Modelle sind wesentlich komplizierter, umfassen eine größere Anzahl an Bestandsgrößen in den Bilanzen, Geldflüssen, Kapital und Investitionen und haben dynamisch veränderliche Preise. Trotzdem besteht die Struktur dieser Modelle stets aus diversen Identitäten und Verhaltensgleichungen, die gemeinsam die Zeitentwicklung des Modells beschreiben.

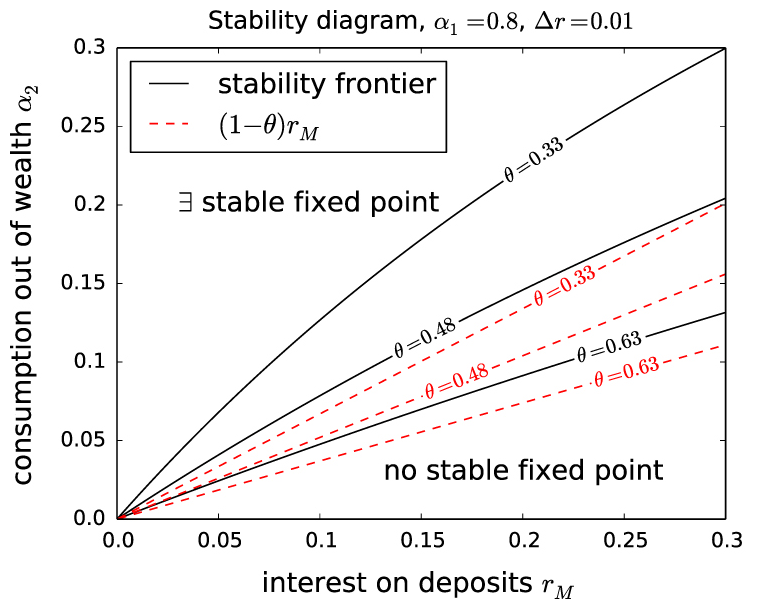
Beispiel für eine numerische Stabilitätsanalyse: Für bestimmte Parameterwerte (hier: Zinssatz und Konsum aus dem Vermögen) ist das Modell stabil, für andere instabil.

Einfache Modelle können analytisch gelöst und mittels Konzepten der Theorie dynamischer Systeme wie der Bifurkationsanalyse untersucht werden. Komplexere Modelle müssen numerisch simuliert werden.